# Birr Castle
Birr Castle (irsk: Caisleán Bhiorra) er en stor borg i byen Birr i County Offaly, Irland. Den er hjem for den 7. jarl af Rosse og hans familie, og den er generelt ikke åben for offentligheden, mens haven og parken er, inklusive et videnskabsmuseum samt et teleskop der i mange år var verdens største og et moderne radioteleskop.